# Муркозь-Омгинское (сельское поселение)
Муркозь-Омгинское — упразднённое муниципальное образование со статусом сельского поселения в Кизнерском районе Удмуртии Российской Федерации.
Административный центр — деревня Муркозь-Омга.
25 июня 2021 года упразднено в связи с преобразованием муниципального района в муниципальный округ.

## История
Статус и границы сельского поселения установлены Законом Удмуртской Республики от 15 ноября 2004 года № 62-РЗ «Об установлении границ муниципальных образований и наделении соответствующим статусом муниципальных образований на территории Кизнерского района Удмуртской Республики».

## Население
| 2010 | 2012 | 2013 | 2014 | 2015 | 2016 | 2017 |
| ---- | ---- | ---- | ---- | ---- | ---- | ---- |
| 403  | ↘392 | ↘370 | ↘359 | ↘345 | ↘337 | ↘326 |
| 2018 | 2019 | 2020 |      |      |      |      |
| ↘309 | ↘306 | ↘290 |      |      |      |      |

## Состав сельского поселения
| № | Населённый пункт | Тип населённого пункта          | Население |
| - | ---------------- | ------------------------------- | --------- |
| 1 | Верхняя Муркозь  | деревня                         | →0        |
| 2 | Муркозь-Омга     | деревня, административный центр | ↘169      |
| 3 | Новый Бурнак     | деревня                         | ↘89       |
| 4 | Старая Омга      | деревня                         | ↘87       |

В ноябре 2017 года была упразднена деревня Старая Казанка Муркозь-Омгинского сельсовета.